# Портал юрського періоду
«Портал юрського періоду», також відомий як «Паралельний світ» або «Первісне» (англ. Primeval) — британський науково-фантастичний телесеріал, який був знятий для британського телеканалу ITV компанією Impossible Pictures. Авторами ідеї є Едріан Ходжес і Тім Гейнс, які також створили такі документальні серіали як «Прогулянки з динозаврами» і «Прогулянки з монстрами». «Портал юрського періоду» оповідає про команду з п'яти вчених, метою роботи яких є виявлення часових порталів і нейтралізація прониклих крізь них небезпечних доісторичних істот.
Показ серіалу почався у Великій Британії 10 лютого 2007 року, але з тих пір був показаний вже в багатьох країнах світу. Перші покази серіалу пройшли з позитивними показниками, частка аудиторії не опускалася нижче 25 % від загального числа телеглядачів серіалу у Великій Британії протягом перших двох сезонів. В США перші сезони транслювалися на телеканалі BBC America і отримали позитивні оцінки від американських критиків. Третій сезон планувалося почати 30 січня 2008 року, але почали лише 28 березня 2009 року. В США третій сезон був представлений на суд громадськості 16 травня 2009 року на телеканалі BBC America.
15 червня 2009 року ITV оголосив, що показ завершений і четвертого сезону не буде. Однак, 29 вересня 2009 року було оголошено про досягнуту між декількома компаніями угоду на виробництво 4 і 5 сезонів в 2011 році. Показ першого з двох нових сезонів почався на Новий рік на каналі ITV1 у Великій Британії і на BBC Америка в США. Останній сезон серіалу вже був показаний на каналі Watch в період з 24 травня по 28 червня 2011 року, а потім його можна буде побачити на каналі ITV1 в 2012 році. Impossible Pictures ніяк не коментувала майбутнє серіалу, починаючи з запуску виробництва 5 сезону в листопаді 2010 року. Канадський спін-оф, названий «Портал юрського періоду: Новий світ», був анонсований 15 вересня 2011 року, а початок виробництва був намічений на зиму.

## Сюжет

### Зав'язка сюжету
У Великій Британії починають з'являтися загадкові істоти, багато з яких виявляються давно вимерлими тваринами. Їх поява пов'язується з незрозумілими проривами в просторі-часі звані просто «аномаліями». Ці аномалії можуть з'явитися де завгодно, коли завгодно і з будь-якого часового періоду (існують також аномалії, що ведуть у далеке майбутнє). Через першу офіційно зареєстровану аномалію проникають тварини пермського періоду: горгонопси, скутозавр і целурозавр. Професор еволюційної біології Нік Каттер є одним з перших, хто виявив ці явища, працюючи разом зі своїм старим другом Стівеном Хартом, студентом Коннором Темпл, герпетологом Еббі Мейтленд і урядовою чиновницею Клаудією Браун. Таким чином Каттер дізнається, що його дружина Гелен, яка зникла безвісти 8 років тому в районі виявленої аномалії, насправді провела ці роки, подорожуючи по епохах. Британський уряд створює таємне агентство, чиє завдання — виявлення аномалій, нейтралізація небезпечних істот і збереження всього цього потай від широкої громадськості. Головою агентства призначений старший чиновник Джеймс Лестер.
У міру дослідження аномалій з'ясовуються багато дивовиж. Повернувшись із чергової аномалії, Каттер раптом помічає деякі зміни в сьогоденні: замість невеликого безіменного агентства, тепер існує Центр з дослідження аномалій (англ. Anomaly Research Center, ARC) з власним будинком і бюджетом. Також, Клаудія Браун перестала існувати. Замість неї в ЦДА працює піарниця Дженні Льюїс, яка є двійником зниклої жінки. (Очевидно, Каттер потрапив в паралельну реальність, в якій дослідження аномалій було поставлено «на широку ногу».)

### Сезони
- Сезон перший. Всього серій — 6. Перший сезон розповідає про зусилля професора Ніка Каттера (Дуглас Хеншолл) і його асистентів, друга і колеги Стівена Харта (Джеймс Мюррей), студента Коннора Темпла (Ендрю Лі Поттс) і робітиці з догляду за тваринами Еббі Мейтленд (Ханна Спіррітт) з дослідження аномалій (часові портали, які були названі у фільмі як «землетруси в часі»), крізь які з минулого чи майбутнього проникають небезпечні істоти, що загрожують життю людей. Міністерство внутрішніх справ британського уряду під керівництвом Джеймса Лестера (Бен Міллер) і Клаудії Браун (Люсі Браун) стає центром по дослідженню аномалій після того, як через одну з часових дір в наш час проникає горгонопсид і влаштовує полювання на людей в Форрест-оф-Діні. Дружина професора Каттера, Хелен Каттер (Джулієт Обрі), визнана померлою 8 років тому, виявляється, подорожує крізь аномалії і живе по той бік порталу. Каттер намагається переконати свою дружину допомагати їм, бо ці аномалії дуже небезпечні, але у нього нічого не виходить. Професор вважає, що його дружина сильно змінилася, тому він починає закохуватися в Клаудію. Тим часом, Еббі прихистила у себе в квартирі названого Рексом целурозавра, який проник у сьогодення з минулого. Еббі закохана в Стівена, в той час як Коннор намагається завоювати увагу Еббі. У заключному епізоді першого сезону в пермському періоді з'являється портал в майбутнє щодо справжнього, внаслідок чого хижаки з майбутнього спочатку проникають в пермський період, а потім і в сьогодення. Каттер спробував через минуле повернути хижаків в їх світ, але йому це не вдалося, в результаті чого в пермському періоді залишилося два дитинчати істоти з майбутнього. Після повернення в сьогодення професор дізнався, що дружина зраджувала йому зі Стівеном, а Клаудія Браун ніколи не існувала, оскільки хід історії дещо змінився (або, радше, Ніка Каттера перенесло в паралельну реальність, де події розвивались інакше).
- Сезон другий, Усього серій — 7. З'ясовується, що табір, виявлений в минулому в першому епізоді — це табір, який розташувала та сама команда, що і знайшла його — тобто вони створили своє власне минуле. Каттер і Хелен своїм вторгненням в минуле змінили плин часу, що призвело до зникнення Клаудії Браун із сьогодення (роздвоєння реальності, у другому варіанті якої Клаудії Браун немає). Але замість неї з'явилася самовпевнена агентка зі зв'язків з громадськістю Дженні Льюіс, що доволі сильно відрізняється від Клаудії Браун. Вона приєднується до команди ЦДА, що тепер (або в новій для Каттера реальності) є не скромним приватним агентством, а величезною урядовою організацією з власною розкішною штаб-квартирою, в приміщенні якої розташована чудово оснащена лабораторія. Каттер був закоханий в Клаудію, тому закохується і в Дженні — адже вони схожі зовні. Коннор знаходить дівчину в особі Керолайн Стіл (Бентлі Наомі) — вона щось приховує від Коннора і ненавидить Еббі. Стівен і Каттер спробували помиритися, а Гелен повернулася і відновила близькі стосунки зі Стівеном. Посаду Клаудії тепер обіймає Олівер Лік (Карл Теобальд), який таємно співпрацює з Гелен для використання аномалій з метою отримання політичної влади, — він збирає істот, що проникають в наш світ, замість того, щоб відправляти їх назад після того, як команда знешкоджує їх. Також він керує хижаками за допомогою технологій, здобутих Гелен у людства в майбутньому. Крім того, Керолайн працює не нього і краде Рекса з квартири Еббі. Команда також стикається із загадковим чоловіком (Тім Ферадай), який працював прибиральником в будівлі ЦДА, а насправді теж був в змові з Ликом і Гелен. Його вбиває гігантський давній теліфон у силурійському періоді. У заключному епізоді Стівен жертвує собою, щоб врятувати інших. Ліка вбивають хижаки, над якими він втрачає контроль.
- Сезон третій. Усього серій — 10. Каттер продовжує досліджувати аномалії, намагаючись знайти спосіб передбачати їх появу. Місце Стівена в команді займає Капітан Беккер (Бен Менсфілд). Тим часом Лестер змушений співпрацювати з Крістіною Джонсон (Белінда Стюарт-Вілсон), яка сподівається отримати контроль над аномаліями і хижаками з майбутнього у воєнних цілях. За допомогою Сари Пейдж (Лейла Руассі) (професорки, яка працювала в Британському музеї) Каттер починає вивчати походження аномалій, описаних в фольклорі. Хелен намагається вторгнутися в ЦДА за допомогою групи клонів чистильника. Каттер забирає в Гелен знайдений нею в майбутньому артефакт, і Гелен його вбиває пострілом з пістолета. Перед смертю Нік передає артефакт Коннору, і той виявляє, що це фактично карта, за допомогою якої можна прогнозувати появу аномалій. Коннор і Сара не можуть змусити її працювати, але їм вдається створити пристрій, що дозволяє зачиняти аномалії. Денні Квінн (Джейсон Флемінг) — колишній поліцейський, виявляється втягнутим в справи ЦДА після того, як на його очах істота з майбутнього вбиває його брата. Після смерті Каттера Денні стає керівником групи, в той час як Дженні залишає команду після того, як під час одного з інцидентів ледь не вмирає. Коннор і Еббі все більше захоплюються один одним, не дивлячись на те, що в квартиру до Еббі переїжджає її молодший брат, що змушує Коннора жити прямо на роботі. В кінці сезону повертається Гелен з пристроєм, що дозволяє відкривати аномалії за бажанням — вона збирається повернутися в минуле з метою знищення людського роду, убивши перших гомінідів, що насправді лише змінило б расовий склад сучасного людства. Вона вбиває Крістіну і йде назад в апокаліптичне майбутнє. Денні, Коннор і Еббі переслідують її. У той час як Еббі і поранений Коннор змушені залишитися в пізньому крейдяному періоді, Денні наздоганяє Хелен в пліоцені. Хижак, який пройшов слідом за Денні з крейдяного періоду в пліоцен, вбиває Хелен. Аномалія зачинилася: Денні, Еббі і Коннор залишилися кожні в своїй пастці доісторичного минулого.
- Сезон четвертий. Всього серій — 7. Минає рік зі зникнення Денні, Коннора і Еббі. Джеймс Лестер продовжує керувати ЦДА, контрольований тепер приватною організацією, представником якої є доктор фізики Філіп Бертон (Александр Сіддіг), капітан Беккер і раніше обіймає свою посаду, а Сара Пейдж дотепер гине при невідомих обставинах. Пошуком аномалій займається смілива Джес Паркер (Рут Кірні), а новим керівником по знешкодженню аномалій стає Метт Ендерсон (Кіаран Макменамін). Завдяки щасливому випадку Коннор і Еббі нарешті повертаються в наш час з крейдяного періоду. Щоб позбутися від прониклого слідом за ними спінозавра, Коннор розлучається з датчиком аномалій, який колись втратила Гелен. Еббі з Коннором поселяються у Джес і робота триває. Еббі доглядає за тваринами, доставленими в ЦДА ще з часів подій попередніх сезонів. Філіп таємно від усіх працює над проектом «Новий світанок» і зацікавлений у допомозі Коннора частково через те, що той рятує йому життя. Під час одного з інцидентів в наш час проникають Емілі (Рут Бредлі) та Ітан (Джонатан Бірн) — люди, які блукають по різних епохах і виживають будь-якими доступними способами. Метт зближується з Емілі, яка тимчасово розміщується в ЦДА, і вона багато дізнається про нього: Метт та його батько, що гине у їх присутності, насправді прийшли з майбутнього, щоб запобігти викликаній кимось катастрофі, пов'язаній з аномаліями. Холоднокровний мстивий вбивця Ітан стає загальною проблемою. Під час спроб його затримати з'являється подвійна аномалія, яка веде в пліоцен і XIX століття — рідний час Емілі. З пліоцену повертається Денні, і з'ясовується, що Ітан — і є його молодший брат Патрік. Все ще сердячись на брата, Патрік тікає до пліоцену і Денні слід за ним, повідомивши перед утіканням Метту, що Філіпу не можна довіряти, адже той був спільником Гелен. Емілі повертається в свій час, а Метт не встигає попередити про небезпечність Коннора, який їде з Філіпом.
- Сезон п'ятий. Всього серій — 6. Коннор зі своєю асистенткою Ейпріл (Джейніс Бірн) під керівництвом Філіпа займається «Новим світанком». Еббі засмучена, що він все рідше відправляється разом з іншими до нових аномалій. Метт наважується розповісти Еббі про себе і свою місію, разом вони намагаються з'ясувати, над чим працює Коннор. Філіп вважає аномалії невичерпним джерелом колосальної енергії і Коннор йому по наївності вірить, конструюючи механізм, здатний створювати штучні аномалії. Коли з такої аномалії вилазять дуже небезпечні жуки, що ледве не знищують центр, а Філіп не приходить на допомогу, Коннор розуміє, що помилявся в Філіпі. Незабаром починається конвергенція аномалій: портали виникають по всьому світу і в різних містах з'являються тварини з інших епох. За словами Метта, це природний процес, в який не можна втручатися, і що спроба йому запобігти, можливо, і стане причиною катастрофи. Перевіривши комп'ютер Філіпа, Коннор переконується в його зв'язках з Гелен Каттер, і разом з Еббі, Меттом й Емілі, що повернулася зі свого часу, намагається зупинити запуск збільшеної версії його машини. Ейпріл гине в результаті нападу птерозаврів, а Філіп все ж запускає апарат і тільки тепер, бачачи нестримно зростаючу аномалію, розуміє, що Гелен його обдурила. Ціною власного життя він намагається зупинити процес, але тільки у Метта виходить змусити аномалію зникнути. Апокаліпсис не настає, ЦДА продовжує свою роботу, але перед відправленням до нової аномалії Метт бачить самого себе з майбутнього, покритого шрамами, і розуміє, що ще не всі небезпеки подолані.

## Створення серіалу
Перший сезон знімався на студії Pinewood, а також в таких місцях як Black Park, Бакінгемшир, лондонський метрополітен, стадіон «New Den» (домашній стадіон футбольного клубу «Міллволл»), центр інженерного і виробничого мистецтва (Гейверінг), зоопарк Віпснейд, Лондонський зоопарк , Канарські острови, торговий центр Bentalls (Кінгстон-апон-Темс), Thorpe Park (Суррей), борнмутський пляж, житловий масив Alexandra Road (Кемден) і Британський музей. Будівля Едварда, герцога Кентського в університеті Суррея (Гілфорд) використовувалося як штаб квартира Центру з дослідження аномалій.
Знімання другого сезону було закінчено 1 жовтня 2007 року. Показаний другий сезон був на початку 2008 року. Керолайн Стіл і Олівер Лік, зображувані Наомі Бентлі і Карлом Теобальдом відповідно, стали двома новими героями, які таємно змовилися з Гелен Каттер. Передостанній епізод другого сезону був написаний сценаристом серіалу «Доктор Хто» Полом Корнеллом.
Щоб скоротити витрати і використати ірландські податкові послаблення для телевізійних проектів, знімальна група переїхала в Ірландію, а саме в місця поблизу Дубліна і Віклов, де 22 березня 2010 року почалося знімання четвертого і п'ятого сезонів. Знімання проходило в садибі Powerscourt (поблизу селища Енніскеррі), амфітеатрі «The O2», дублінському порту, а також в міських районах Дубліна Рінгсенд і Парк-Вест.

## Реклама
Незадовго до прем'єри по всьому Лондону були встановлені рекламні щити і банери. Було кілька плакатів, на яких істоти з першого сезону серіалу були зображені в перебільшених розмірах (Артроплевру в серіалі за розмірами можна порівняти з людиною, тоді як на плакаті вона була зображена розміром з будинок). У другого і третього сезонів також були великі рекламні кампанії.

## Закриття, відновлення і спін-оф серіалу
У травні 2009 року «The Sun» повідомила, що серіал може бути виключений з мережі ITV, внаслідок збитків в розмірі 2,7 мільярдів фунтів стерлінгів (хоча не виключено, що внаслідок великого бюджету серіалу). ITV заперечував цю інформацію, виступивши з повідомленням про те, що це неправда, вони не збираються припиняти показ, який не здійснювався тільки під час ремонтних робіт. Однак, до червня 2009 року британський телеканал підтвердив, що показ закінчено. У той же час знімальній групі було запропоновано спробувати зберегти серіал іншими способами, які дозволять знизити витрати і виробничий бюджет. Представник ITV сказав наступне:
|  | Після трьох дуже успішних сезонів серіалу, зараз ми не плануємо його продовжувати. Але інші високоякісні драми будуть як і раніше займати ключові позиції в мовній сітці нашого телеканалу. |

Ймовірною причиною закриття серіалу стали збитки телеканалу протягом 2009 року в розмірі 105 мільйонів фунтів стерлінгів. В результаті й інші популярні телесеріали і шоу були виключені з мережі, наприклад телесеріал «Биття серця». Незважаючи на це, 29 вересня 2009 року було оголошено про запуск знімання 4 і 5 сезонів серіалу, в яких зберігся майже весь акторський склад 3 сезону; лише Лайла Руасс заявила про те, що не збирається повертатися. Згідно з новою угодою, передбачалося зняти 7 епізодів четвертого сезону, які планували показати на ITV на початку 2011 року, а потім повторити на каналі Watch UKTV, а 6 епізодів п'ятого сезону планувалося показати спочатку на каналі Watch, а повторити на ITV1. Зйомки нових сезонів розпочалися 22 березня 2010 року, а закінчилися в листопаді; дата прем'єри була назначена на січень 2011 року. Знімання четвертого сезону закінчилося 25 червня, і відразу слідом за цим стартувало виробництво п'ятого сезону.
7 квітня 2010 були представлені три нових героя серіалу. Ними стали вчений Філіп Бертон, зіграний Александром Сіддігом, Метт Андерсон, новий польовий лідер, роль якого виконав Кіаран МакМенамін, і Джес Паркер, героїня актриси Рут Кірні, яка буде керувати операціями з центру по дослідженню аномалій. 8 червня 2010 року режисер четвертого сезону ірландець Роберт Куінн заявив в інтерв'ю, що в п'ятому і шостому епізодах четвертого сезону з'являються створіння з майбутнього, які спочатку тероризують приморське село (зняте в Віклоу), а потім атакують старовинний замок.
Між ITV і Warner Bros. було укладено угоду на знімання художнього фільму за мотивами телесеріалу. Права на виробництво були викуплені Аківою Голдсманом і Керрі Фостером — продюсерами нового проекту. 15 вересня 2011 року було оголошено про виробництво канадського спін-оф серіалу під назвою «Портал юрського періоду: Новий світ», покази якого планувалося вести на канадському телеканалі Space. Це спільне виробництво компаній Omni Film productions, Impossible Pictures і Bell Media. Виробництво знімання серіалу проходило у Ванкувері і Британської Колумбії в 2012 році. Прем'єра першої серії відбулася 29 жовтня 2012 року на канадському телеканалі SPACE.

## Епізоди
| Сезони | Епізоди | Дата показів у Великій Британії | Дата показів у Великій Британії |
| Сезони | Епізоди | Прем'єра сезону                 | Фінал сезону                    |
| ------ | ------- | ------------------------------- | ------------------------------- |
| 1      | 6       | 10 лютого 2007                  | 17 березня 2007                 |
| 2      | 7       | 12 січня 2008                   | 23 лютого 2008                  |
| 3      | 10      | 28 березня 2009                 | 6 червня 2009                   |
| 4      | 7       | 1 січня 2011                    | 5 лютого 2011                   |
| 5      | 6       | 24 травня 2011                  | 28 червня 2011                  |

## Персонажі
| Персонаж         | Актор                 | Перша поява       | Остання поява      | Опис персонажа |
| ---------------- | --------------------- | ----------------- | ------------------ | --- |
| Нік Каттер       | Дуглас Хеншолл        | 1 сезон, 1 епізод | 3 сезон, 3 епізод  | Професор еволюційної біології і колишній лідер команди. Каттер знає багато про істот з далекого минулого, включаючи їх повадки і вразливі місця. Каттер терпіти не може бюрократів і чиновників, особливо Лестера, але у нього немає вибору крім як виконувати накази. Він відноситься до Коннора як до сина і відчуває романтичні почуття до Клаудії, тому її зникнення в кінці першого сезону сильно вплинуло на нього. Убитий своєю дружиною Гелен в третьому сезоні, оскільки вона вважає, що він стане причиною загибелі людства. |
| Стівен Харт      | Джеймс Мюррей         | 1 сезон, 1 епізод | 2 сезон, 7 епізод  | Лабораторний асистент, «охоронець» і найкращий друг Каттера. Відмінно звертається зі зброєю і завжди готовий кинутися в небезпеку заради членів команди. Повернувшись, Гелен розкриває, що колись зрадила Каттеру зі Стівеном, але Каттер йому врешті-решт прощає. Жертвує собою в кінці другого сезону заради інших. |
| Гелен Каттер     | Джульєт Обрі          | 1 сезон, 1 епізод | 3 сезон, 10 епізод | Палеонтолог і дружина Каттера, що покинула його заради дослідження аномалій. Стає головним ворогом команди і ЦДА. Зрадила чоловікові з його кращим другом Стівеном. У третьому сезоні підриває штаб ЦДА і вбиває Каттера з пістолета. Вбита дейнонихом в кінці третього сезону при спробі вбити первісних гомінідів у Великій рифтовій долині. |
| Коннор Темпл     | Ендрю Лі Поттс        | 1 сезон, 1 епізод | 5 сезон, 6 епізод  | Колишній студент Каттера, що став фахівцем з дослідження, техніці та оснащення. Є типовим нердом — «занудою», «недотепою». Невдаха, часто потрапляє в безглузді, комічні і, водночас, небезпечні ситуації. Смерть найкращого друга від доісторичного паразита сильно впливає на Коннора, змушуючи його трохи подорослішати. Відчуває романтичні почуття до Еббі, хоча він і прагне цього не показувати (правда, він одного разу в відкриту зізнався їй у коханні). Після вбивства Каттера, Коннор став схиблений на розкритті таємниці невідомого артефакту з майбутнього — останньому бажанні його наставника. Між третім і четвертим сезонами, Коннор проводить цілий рік у крейдовому періоді разом з Еббі.      |
| Еббі Мейтленд    | Ганна Спіррітт        | 1 сезон, 1 епізод | 5 сезон, 6 епізод  | Герпетолог і співробітниця зоопарку. Експерт з ящірок. Приєднується до команди Каттера на початку першого сезону. Прихистила літаючого целурозаврава по кличці Рекс. Спочатку їй подобався Стівен, але потім їй починає подобається Коннор. Проводить рік в крейдяному періоді з Коннором. |
| Клаудія Браун    | Люсі Браун            | 1 сезон, 1 епізод | 1 сезон, 6 епізод  | Клаудія Браун є урядовою чиновницею і зв'язковою команди з урядом. Відчуває романтичні почуття до Каттера. Зникає з історії в кінці першого сезону. |
| Джеймс Лестер    | Бен Міллер            | 1 сезон, 1 епізод | 5 сезон, 6 епізод  | Старший урядовий чиновник, відповідальний за всі операції ЦДА. Типовий бюрократ. Не любить Каттера і його команду за непокору наказам і зайву ризикованість. Хоча він ніколи цього не покаже, він все ж відчуває більш-менш батьківські почуття до своїх підлеглих (що не заважає йому над ними знущатися). Неодноразово демонструє особисту відвагу і неабияке почуття гумору. |
| Капітан Том Раян | Марк Вейклінг         | 1 сезон, 1 епізод | 1 сезон, 6 епізод  | Командир загону спецпризначенців колишній оперативник Спеціальної повітряної служби. Прикриває команду Каттера під час дослідження аномалій. Убитий в далекому минулому хижаком з майбутнього (задовго до цього побував в тій же епосі і знайшов свій скелет). |
| Том              | Джейк Серан           | 1 сезон, 2 епізод | 1 сезон, 4 епізод  | Друг Коннора і Дункана. Любитель комп'ютерних ігор і фантастики. Помирає від великого кільчастого черв'яка, паразита з минулого. |
| Дункан           | Джеймс Бредшоу        | 1 сезон, 2 епізод | 4 сезон, 2 епізод  | Друг Коннора і Тома. Любитель комп'ютерних ігор і фантастики. Зникає в першому сезоні. Потім в 4 сезоні, Коннор випадково виявляє згадку про нього в мережі Інтернет. Коннор знаходить друга і з'ясовує, що той розслідує власними силами загадкові зникнення місцевих бездомних, які живуть на одному з будівництв. Також Дункан вважає, що існує якась змова проти людства, але Коннор переконує його в помилковості його думки. |
| Олівер Лік       | Карл Теобальд         | 2 сезон, 1 епізод | 2 сезон, 7 епізод  | Асистент Лестера, що з'явився разом з ЦДА на початку другого сезону, замінюючи Клаудію Браун. Пізніше розкривається, що він таємно працює проти ЦДА і є союзником Гелен Каттер. Намагається створити армію приборканих доісторичних тварин і хижаків з майбутнього, але через втручання Каттера гине від власних тварин в кінці другого сезону. |
| Дженниі Льюїс    | Люсі Браун            | 2 сезон, 1 епізод | 4 сезон, 6 епізод  | Клаудію Браун замінює фізично ідентична Дженні Льюїс, яка займається піаром ЦДА. Відчуває романтичні почуття до Каттер. Після його загибелі і власної клінічної смерті в третьому сезоні, Дженні йде у відставку. У шостій серії четвертого сезону команда ЦДА, намагаючись знешкодити зграю гієнодонів, потрапила на весілля Дженні. |
| Чистильник       | Тім Ферадай           | 2 сезон, 1 епізод | 3 сезон, 3 епізод  | Спочатку був прибиральником в супермаркеті. Потім був сильно поранений дейнонихом, після чого його викрали, найімовірніше, це зробила Гелен Каттер. У четвертій серії другого сезону відключає Каттера, що стежив за ним, в п'ятій серії він проникає через аномалію в силурійський період, де його вбиває гігантський скорпіон. Однак, в самому кінці другого сезону з'являється безліч його клонів, які підкоряються Гелен Каттер. У третьому епізоді третього сезону усі клони вмирають. |
| Керолайн Стіл    | Наомі Бентлі          | 2 сезон, 2 епізод | 2 сезон, 7 епізод  | Колишня подруга Коннора, яку Лик найняв стежити за Коннором. На похоронах Стівена пропонує Коннору почати зустрічатися, на цей раз по-справжньому, але він відмовляється. |
| Мік Гарпер       | Рамон Тікарам         | 2 сезон, 6 епізод | 3 сезон, 4 епізод  | Журналіст, який намагається з'ясувати правду про діяльність ЦДА. Помирає в 3 сезоні по ту сторону аномалії. |
| Капітан Беккер   | Бен Менсфілд          | 3 сезон, 1 епізод | 5 сезон, 6 епізод  | Спецпризначенець, призначений в третьому сезоні захищати команду Каттера від будь-яких небезпек. Також відповідальний за безпеку ЦДА. |
| Сара Пейдж       | Лейла Руасс           | 3 сезон, 1 епізод | 3 сезон, 10 епізод | Єгиптолог, яку Каттер приймає в команду на початку третього сезону. Здебільшого займається дослідницькою роботою в штабі ЦДА разом з Каттером до вибуху, влаштованого Гелен. Досліджує стародавні легенди і міфи про дивних істот і те, як вони пов'язані з аномаліями. Гине між третім і четвертим сезонами. |
| Крістіна Джонсон | Белінда Стюарт-Вілсон | 3 сезон, 1 епізод | 3 сезон, 9 епізод  | Урядова чиновниця, яка займається альтернативними дослідженнями аномалій, паралельно з ЦДА. Стара знайома Лестера. Захоплює Циа в третьому сезоні, але міністр, відповідальний за Центр, виганяє її і відновлює Лестера на свій пост. Убита в кінці третього сезону хижаком з майбутнього. |
| Денні Квінн      | Джейсон Флемінг       | 3 сезон, 2 епізод | 4 сезон, 7 епізод  | Колишній поліцейський, чий молодший брат Патрік зник через істоти з аномалії. Використовує свої поліцейські навички, щоб пробратися в штаб ЦДА. Згодом Дженні рекомендує його на пост лідера команди замість убитого Каттера. Застряг в пліоцені при спробі зупинити Гелен. На час четвертого сезону, проходить вже рік з моменту його зникнення. У сьомій серії четвертого сезону повернувся в наш час, пройшовши через аномалію в наш час і, переслідуючи свого брата Патріка, пройшов назад через аномалію в пліоцен. |
| Кетрін Каванна   | Рут Геммел            | 3 сезон, 3 епізод | 3 сезон, 4 епізод  | Бос Міка Гарпера. Помирає в 3 сезоні по ту сторону аномалії. |
| Капітан Вілдер   | Алекс Максвіні        | 3 сезон, 4 епізод | 3 сезон, 9 епізод  | Керівник охорони Крістіни Джонсон. |
| Найджел Марвен   | камео                 | 3 сезон, 4 епізод | 3 сезон, 4 эпизод  | Зоолог і фахівець зі спілкування з небезпечними тваринами, який прибув до аномалії разом з Кетрін і Міком. Загинув при зустрічі з гіганотозавром. |
| Джек Мейтланд    | Роберт Деніел Лоуі    | 3 сезон, 4 епізод | 3 сезон, 8 епізод  | Брат Еббі, що цікавиться роботою своєї сестри. Ледь не загинув від своєї допитливості. |
| Метт Ендерсон    | Кіаран Макменамін     | 4 сезон, 1 епізод | 5 сезон, 6 епізод  | Новий голова команди. За початковими даними зоолог і колишній солдат, родом з Північної Ірландії. Стверджує, що піднявся на гору Еверест. Щось темнить разом зі своїм батьком Гідеон. У шостій серії четвертого сезону з його дилогії з Емілі Мерчант з'ясовується, що він був підготовлений і спеціально засланий. У п'ятому сезоні він розповідає Еббі, що прибув з постапокаліптичного майбутнього. |
| Джес Паркер      | Рут Кірні             | 4 сезон, 1 епізод | 5 сезон, 6 епізод  | Нова 19-річна глава команди з технічного боку. |
| Філіп Бертон     | Александр Сіддіг      | 4 сезон, 1 епізод | 5 сезон, 6 епізод  | Геніальний вчений і частковий власник ЦДА через невдачі в третьому сезоні. Його більше цікавлять аномалії, а не тварини, що проходять через них. Працює над таємним проектом «New Dawn» («Новий світанок»). У четвертому сезоні підключає до свого проекту Коннора. Денні Квінн радить команді не довіряти йому перед відходом в пліоцен. У п'ятому сезоні з'ясовується, що Філіп перебував у змові з Гелен і будував «Новий світанок», щоб перервати конвергенцію аномалій і отримати контроль над їх енергією, що мало не погубило життя на Землі. |
| Гідеон           | Антон Лессер          | 4 сезон, 1 епізод | 4 сезон, 6 епізод  | Загадкова людина, що є батьком Метта Ендерсона. Помирає в кінці четвертого сезону. |
| Емілі Мерчант    | Рут Бредлі            | 4 сезон, 3 епізод | 5 сезон, 6 епізод  | Жінка з вікторіанської епохи. Втікла через аномалію, що з'явилася в її епосі. Була частиною племені людей, які, так само як і вона, заблукали в аномаліях. Після потрапляння в наш час ховалася з Меттом. У сьомої серії четвертого сезону вирушила в свій час. У третій серії п'ятого сезону Метт потрапляє в її час, намагаючись зловити дейнониха, де Емілі теж займається затриманням дейнониха. Чоловік Емілі, Генрі, намагається здати її в божевільню, але зрештою виявляється убитим дейнонихом, а Емілі залишається з Меттом в двадцять першому столітті. |
| Ітан Добровскі   | Джонатан Бірн         | 4 сезон, 3 епізод | 4 сезон, 7 епізод  | Брат Денні Квінна, другий антагоніст після Гелен Каттер. У віці 14 років забрався в закритий будинок з двома друзями і пройшов крізь відкриту там аномалію в майбутнє. Потім, мандруючи через аномалії, з'являється в дореволюційній Російській імперії. Через 18 років, в 1902 році, став розшукуваним поліцією, бо став небезпечним злочинцем і анархістом. Втік через аномалію, де зустрівся з іншими людьми, що заблукали серед аномалій. Був закоханий в Шарлотту Кемерон, одну з племені. В її смерті звинувачував Емілі Мерчант і, потрапивши в наш час, полював за нею і став головним противником команди ЦДА. У сьомої серії четвертого сезону нарешті зустрівся з Денні і втік через аномалію в пліоцен. |
| Ейпріл Леонард   | Джейніс Бірн          | 5 сезон, 1 епізод | 5 сезон, 5 епізод  | Асистентка Коннора в роботі над «Новим світанком» в п'ятому сезоні. Була призначена на свою посаду Філіпом для підтримки контролю над роботою Коннора, завдяки якій була створена перша штучна аномалія. Загинула, розбившись при нальоті зграї анурогнатів в п'ятій серії п'ятого сезону. |
| Адмірал Марстон  | Боско Гоган           | 5 сезон, 2 епізод | 5 сезон, 2 епізод  | Адмірал морських військ, залучений у справи ЦДА після зникнення підводного човна в аномалії в другій серії п'ятого сезону. Бажаючи знищити аномалію, віддав наказ вистрілити по ній торпедою з ядерною боєголовкою, але субмарина встигла виплисти і збити торпеду. |
| Генрі Мерчант    | Стефен Гоган          | 5 сезон, 3 епізод | 5 сезон, 3 епізод  | Ревнивий чоловік Емілі. Коли дружина повернулася до нього після річної відсутності, був вражений її зміненою поведінкою і вирішив відправити Емілі в божевільню. Пізніше пройшов за нею через аномалію в наш час і був убитий дейнонихом в третьому епізоді п'ятого сезону. |